# Chrysanthe Ier de Constantinople
Pour les articles homonymes, voir Chrysanthe Ier.

Chrysanthe Ier de Constantinople (en grec : Πατριάρχης Χρύσανθος), né en février 1768 et mort le 10 septembre 1834, fut patriarche de Constantinople du 9 juillet 1824 au 26 septembre 1826.
Il naquit en 1768 dans une famille slavophone du nome de Pella, en Macédoine. Il fut successivement évêque de Césarée, Véria, puis Serrès.
Il était membre de la Filikí Etería. Instruit mais arrogant, il se fit beaucoup d'ennemis. Il fut dénoncé et déposé en septembre 1826.
Il mourut en 1834.